# Electric Lady
Electric Lady Studios (с англ. — «Студия „Электрик Леди“») — американская студия звукозаписи, расположенная по адресу Уэст Восьмая улица 52, Гринвич-Виллидж, Нью-Йорк. Она была основана американским исполнителем Джими Хендриксом и спроектирована архитектором Джоном Сториком в 1970 году.
Хендрикс записывал музыку в студии только четыре недели, после чего умер в том же году. На Electric Lady в разное время записывались такие исполнители и группы, как Боб Дилан, Джон Леннон, Kiss, Дэвид Боуи, Принс, AC/DC, Guns N’ Roses, Depeche Mode, U2, Daft Punk, A-ha, The Rolling Stones, Лана Дель Рей, Леди Гага и другие. Iron Maiden сводили альбом «Powerslave» летом 1984 года.

## Записывавшиеся на студии артисты
Список некоторых артистов, в разное время записывавшихся на студии Electric Lady Studios. 

| - The War on Drugs - Chic - Foreigner - Dave Matthews Band - Эрика Баду - Mew - The Roots - Боб Дилан - Джон Леннон - Ларри Корьелл - Рик Окасек - Kiss - Van Halen - Arcade Fire - Дэвид Боуи - The Clash - AC/DC - Guns N’ Roses - Райан Адамс - Джон Мейер - Michael Stanley Band - The Strokes - Hall & Oates - U2 - Гвен Стефани | - Блейк Шелтон - Daft Punk - Fleet Foxes - Weezer - Кристина Агилера - A-ha - Ди Энджело - Дэн Ауэрбах - Лана Дель Рей - Лорд - Чарли Гарсия - Сара Бареллис - Леди Гага - Стиви Уандер - Led Zeppelin - The Rolling Stones - Билли Айдол - Santana - Бек - Канье Уэст - J. Cole - Фрэнк Оушен - Принс - Blondie - Адель - Уиллоу - Тейлор Свифт - Residente |